# Carl Adolf Enelius
Carl Adolf Enelius, föddes 30 augusti 1792 i Furingstads socken, Östergötlands län, död 12 januari 1887 i Åtvids församling, Östergötlands län, var en svensk präst.

## Biografi
Carl Adolf Enelius föddes 30 augusti 1792 på Låstad i Furingstads socken. Han var son till komministern i Östra Stenby socken. Enelius blev höstterminen 1813 student vid Uppsala universitet, Uppsala och prästvigdes 26 november 1815. Han blev 31 mars 1828 i Styrestads församling, Styrestads pastorat, tillträde 1829 och blev 22 december 1831 komminister i Vårdsbergs församling, Vårdsbergs pastorat, tillträde 1833. Enelius var samtidigt vice pastor i Vårdsbergs församling mellan 1833 och 1846. Han tog pastoralexamen 23 september 1835 och fick vice pastors namn, heder och värdighet 21 december 1836. Enelius blev 18 mars 1844 kyrkoherde i Dalhems församling, Dalhems pastorat, tillträde 1846 och blev 10 maj 1850 kyrkoherde i Åtvids församling, Åtvids pastorat, tillträde 1851. Den 19 mars 1846 blev han prost och 8 februari 1878 Linköpings stifts senior. Han blev 1 mars 1886 svenska prästerskapets nestor. Enelius avled 12 januari 1887 i Åtvids landskommun.

### Familj
Enelius gifte sig 11 november 1838 med Eva Charlotta Dandenelle (1805–1857). Hon var dotter till kyrkoherden Noach Georg Dandenelle i Åtvids församling och Anna Elisabeth Aspman. De fick tillsammans dottern Anna Charlotta Augusta Enelius (1839–1914) som var gift med skogsförvaltaren Leonard Hellman i Åtvidaberg.